# 볼보 B5RLEH
볼보 B5RLEH(영어: Volvo B5RLEH)는 볼보버스에서 2013년부터 생산 중인 저상버스이다.

## 운행 국가
- 라틴아메리카, 브라질[1]

## 경쟁 차종
자일대우버스
- 대우 BS110CN 로얄논스텝
- 대우 BS110ML 로얄논스텝
- 자일대우 BS110 뉴 로얄논스텝
- 대우 BS120CN 로얄논스텝

에디슨모터스
- 에디슨모터스 화이버드
- 에디슨모터스 E-화이버드

우진산전
- 우진산전 아폴로 1100

하이거 버스
- 하이거 하이퍼스

현대자동차
- 현대 블루시티
- 현대 일렉시티
- 현대 저상 슈퍼에어로시티
- 현대 저상 뉴 슈퍼에어로시티

MAN
- MAN 라이온스 시티